# Stanley Nwabili
Stanley Nwabili (Lagos, Nigeria, 10 de junio de 1996) es un futbolista nigeriano que juega en la posición de portero y su equipo es el Chippa United F. C. de la Liga Premier de Sudáfrica.

## Trayectoria
En el 2019 fue fichado por el Enyimba F. C., para posteriormente fichar en el 2020 por el Wikki Tourists y finalmente ser fichado por el Lobi Stars en el 2021.

## Selección nacional
Nwabili fue convocado el 4 de julio de 2021 para disputar el partido amistoso frente a México.

## Estadísticas

### Clubes
| Club                   | Div.          | Temporada     | Liga  | Liga  | Copas nacionales | Copas nacionales | Torneos internacionales | Torneos internacionales | Total | Total |
| Club                   | Div.          | Temporada     | Part. | Goles | Part.            | Goles            | Part.                   | Goles                   | Part. | Goles |
| ---------------------- | ------------- | ------------- | ----- | ----- | ---------------- | ---------------- | ----------------------- | ----------------------- | ----- | ----- |
| Enyimba F. C. Nigeria  | 1.ª           | 2019-20       | 4     | 0     | 0                | 0                | 2                       | 0                       | 6     | 0     |
| Enyimba F. C. Nigeria  | Total club    | Total club    | 4     | 0     | 0                | 0                | 2                       | 0                       | 6     | 0     |
| Wikki Tourists Nigeria | 1.ª           | 2020-21       | 18    | 0     | 0                | 0                | 0                       | 0                       | 18    | 0     |
| Wikki Tourists Nigeria | Total club    | Total club    | 18    | 0     | 0                | 0                | 0                       | 0                       | 18    | 0     |
| Lobi Stars Nigeria     | 1.ª           | 2020-21       | 9     | 0     | 0                | 0                | 0                       | 0                       | 9     | 0     |
| Lobi Stars Nigeria     | Total club    | Total club    | 9     | 0     | 0                | 0                | 0                       | 0                       | 9     | 0     |
| Total carrera          | Total carrera | Total carrera | 31    | 0     | 0                | 0                | 2                       | 0                       | 33    | 0     |